# Frau Hitt
Frau Hitt – szczyt w paśmie Karwendel, w Alpach Wschodnich. Leży w Austrii, w kraju związkowym Tyrol, przy granicy z Niemcami. Szczyt można zdobyć ze schroniska Solsteinhaus (1805 m).
Pierwszego wejścia dokonał Johann Georg Ernstinger w 1580 r.